# Taranaki
Taranaki este un vulcan solitar cu altitudinea de 	2.518 m m deasupra n.m. El este pe insula de nord în regiunea cu același nume din Noua Zeelandă. Vulcanul are o formă conică, fiind considerat de geologi un vulcan relativ tânăr, care a luat naștere în urmă cu 135.000 de ani. Ultima eruție a lui a avut loc în 1755. Populația indigenă maoră a numit muntele Taranaki, el a fost rebotezat ca Mount Egmont  de James Cook nume care provenea de la Earl of Egmont. În fnal s-a păstrat numele vechi al lui, numele de Egmont, a fost dat Parcului Național Egmont, parc în care se află vulcanul. Muntele este în lunile de vară unul dintre piscurile urcate cel mai frecvent de turiști. În mitologia maorilor zeul muntelui Te Maunga sau Taranaki a trăit în pace cu vecinii săi Tongariro, Ruapehu și Ngauruhoe. Conflictul între ei a fost cauzat de Taranaki care s-a îndrăgostit de muntele împădurit Pihanga care era iubit și de Tongariro.  În timpul bătăliei dintre zei, pământul s-a scuturat, cerul s-a întunecat, care a durat până ce Pihanga s-a hotărât pentru Tongariro. Taranaki trist și dezamăgit a părăsit munții mergând în apropierea țărmului unde poate fi azi întâlnit. Din rănile lui Tongariro a luat naștere izvorul lui Whanganui River.